# Surduc
Surduc là một xã thuộc hạt Sălaj, România. Dân số thời điểm năm 2002 là 4020 người.